# Joaquim do Congo
Joaquim foi o manicongo (rei) do Reino do Congo entre 1793 á 1794. 

## Biografia
Durante a visita do padre capuchinho Raimondo Di Dicomano na corte do rei Aleixo, este morre sem deixar um herdeiro. Joaquim, de origem e ligação desconhecida, teria assumido o trono por um período de tempo mas sendo logo destronado. Após sua morte, o missionário Raimondo Di Dicomano, que havia sido enviado para coroar Aleixo, enfrentou várias reivindicações de diferentes pretendentes ao trono e que desejavam que este os coroassem. Em 10 de janeiro de 1794, Dom Henrique II é eleito rei e tem relações complicadas com o missionário, que passa a ser protegido por Garcia de Água Rosada. 